# Solidex
Solidex – kompilacja Perfectu wydana w ograniczonym nakładzie w 2000 roku za pośrednictwem Rumor Records. Płyta została wydana z okazji 10-lecia firmy Solidex S.A. i została rozdana wśród pracowników, partnerów i klientów firmy.

## Spis utworów[1]
1. „Nie wolno”
2. „Niepokonani”
3. „Inny kraj”
4. „Idź precz”
5. „Ten moment”
6. „Kołysanka dla nieznajomej”
7. „Wyznanie lwa”
8. „Autobiografia”
9. „Niewiele ci mogę dać”
10. „Ale wkoło jest wesoło”
11. „Chcemy być sobą”
12. „Nie płacz Ewka”